# 캐나다 상원 흑장수위관
상원흑장수위관(上院黑杖守衛官, 영어: Usher of the Black Rod of the Senate of Canada, 프랑스어: huissier du bâton noir au Sénat du Canada)은 캐나다 의회에서 가장 높은 의전직위이다. 보통 흑장수위관(영어: Usher of the Black Rod)으로 부른다.
캐나다 의회 소속의 상원흑장수위관의 유래는 영국 의회 상원의 의전직위 흑장수위관에서 비롯되었다. 상원흑장수위관은 상원이 개회할 때에 초반 마다 상원 의장 행진(영어: Senate Speaker's Parade)에 앞장서며 그 밖에 외교와 관련된 의전, 개회 선언과 개원연설 같은 팔러먼트 힐에서 치루는 행사를 주관한다. 본래 상원흑장수위관은 영어로 상원흑장수위관 신사(영어: Gentleman Usher of the Black Rod)로 보통 불렸지만 1997년 10월 20일에 첫 여성 상원흑장수위관을 임명한 뒤부터 단순히 흑장수위관으로 일컫었다.
케빈 스튜어트 맥클라우드는 대표적인 전직 상원흑장수위관으로 현재 국왕의 캐나다 비서관으로 근무한다.

## 역대 상원흑장수위관 신사 (1867년 ~ 1997년)
- 1867년 ~ 1875년 - 르네 킴베르 (René Kimber)
- 1875년 ~ 1901년 - 르네 에두아르드 킴베르 (René Edouard Kimber), 르네 킴베르의 아들
- 1902년 ~ 1904년 - 몰리뉴 세인트 존 (Molyneux St. John)
- 1904년 ~ 1925년 - 어니스트 존 체임버스 (Ernest John Chambers)
- 1925년 ~ 1946년 - 앤드루 루트벤 톰슨 (Andrew Ruthven Thompson)
- 1947년 ~ 1970년 - 샤르 록 라무로 (Charles Rock Lamoureux)
- 1970년 ~ 1979년 - A. 기 반드락 (A. Guy Vandelac)
- 1979년 ~ 1984년 - 토마스 가이 보위 (Thomas Guy Bowie)
- 1984년 ~ 1985년 - 클로드 G. 라조아 (Claude G. Lajoie)
- 1985년 ~ 1989년 - 르네 마르크 잘베르 (René Marc Jalbert)
- 1989년 ~ 1990년 - 르네 구트크네크트 (Rene Gutknecht)
- 1990년 ~ 1997년 10월 20일 - 장 도레 (Jean Doré)

## 역대 흑장수위관 (1997년 ~ 현재)
- 1997년 10월 20일 ~ 2001년 - 메리 C. 매클래런 (Mary C. McLaren)
- 2001년 ~ 2002년 - 블레어 아미티지 (Blair Armitage), 임시
- 2002년 ~ 2008년 - 테렌스 크리스토퍼 (Terrance Christopher)
- 2008년 ~ 2008년 5월 26일 - 블레어 아미티지 (Blair Armitage), 임시
- 2008년 5월 26일 ~ 2013년 케빈 스튜어트 맥클라우드 (Kevin Stewart MacLeod)
- 2013년 - 블레어 아미티지 (Blair Armitage), 임시
- 2013년 - 현재 - J. 그레그 피터스 (J. Greg Peters)